# Gabry Ponte
Gabry Ponte (ur. 20 kwietnia 1973 w Moncalieri) – włoski DJ, członek zespołu Eiffel 65. Reprezentant San Marino w 69. Konkursie Piosenki Eurowizji (2025). 

## Kariera
W 1998 wraz z zespołem Eiffel 65 wydał debiutancki singel „Blue (Da Ba Dee)”, który znalazł się na szczycie listach przebojów i sprzedawał się w ponad 8 milionach egzemplarzy. W 1999 wydał z zespołem debiutancki album studyjny Europop.
W 2025, dzięki zwycięstwu w programie telewizyjnym San Marino Song Contest 2025, reprezentował San Marino z utworem „Tutta l’Italia” w 69. Konkursie Piosenki Eurowizji 2025 w Bazylei, w którym zajął ostatnie, 26. miejsce w finale.

## Dyskografia

### Albumy
- 2002 – Gabry Ponte
- 2004 – Dottor Jekyll & Mister DJ
- 2008 – Gabry2o

### Kompilacje
- 2005 – DJ Set
- 2009 – Gabry2o Vol. II
- 2010 – Dance and Love Selection Vol. I
- 2010 – Dance and Love Selection Vol. 2
- 2010 – Dance and Love Selection Vol. 3
- 2011 – Dance and Love Selection Vol. 4
- 2013 - Gabry Ponte Selection
- 2014 - Gabry Ponte Selection 2K14

### Single
- Wrzesień 2001 – Got To Get (wokal Stefania Piovesan)
- Kwiecień 2002 – Time To Rock (wokal Stefania Piovesan)
- Październik 2002 – Geordie
- Listopad 2002 – Music (feat. Mario Fargetta)
- Grudzień 2002 – De Musica Tonante
- Czerwiec 2003 – Man In The Moon (zremiksowane przez Roberto Molinaro)
- Wrzesień 2003 – La Danza Delle Streghe
- Maj 2004 – Figli Di Pitagora (feat. Tony Little)
- Listopad 2004 – Sin Pararse (feat. Ye-man)
- Styczeń 2005 – Depends On You Remix (wokal Jeffrey Jey & Chiara Fiorenza)
- Maj 2006 – La Liberta
- Październik 2006 – Electro Music Is Back
- Listopad 2006 – U.N.D.E.R.G.R.O.U.N.D.
- Marzec 2007 – Point Of No Return
- Czerwiec 2007 – I Dream Of You
- Marzec 2007 – Never Leave You Alone (10 Dance Moves Mix)
- Czerwiec 2008 – Bambina (Paps'N'Skar)
- Wrzesień 2008 – Somebody called me (vs C-Format)
- Grudzień 2008 – Ocean Whispers 2K9
- Lipiec 2009 – Vivi Nell'Aria (feat. Miani)
- Listopad 2009 – Dreams 2K9
- Luty 2010 – Don't Let Me Be Misunderstood (z Cristian Marchi, Sergio D'Angelo feat. Andrea Love).
- Czerwiec 2010 – Love 2 Party (vs Spoonface)
- Sierpień 2010 – Sono già solo remix (vs Fashion)
- Wrzesień 2010 – Sexy DJ (In Da Club) [feat. Maya Days] (Włochy)
- Styczeń 2011 – Sexy DJ (In Da Club) [feat. Maya Days] (Cały Świat)
- Maj 2011 – Que Pasa (z Djs From Mars, Bellani & Spada)
- Lipiec 2011 – Skyride (Cahill Mix) [feat. Zhana]
- Luty 2012 – Tacatà (producent wykonawczy) (wokal Tacabro)
- Kwiecień 2012 – [Beat on My Drum] (feat. Pitbull, Sophia del Carmen)
- Wrzesień 2012 – Tattaratta (feat. Darius & Finlay)
- Listopad 2012 – Imaginate (vs La Familia Loca)
- Styczeń 2013 - Dragostea Din Tei 2K13 (feat. Haiducii & Jeffrey Jey)
- Maj 2013 - Sexy Swag (feat. Shaggy & Kenny Ray)
- Wrzesień 2013 - Sunshine Girl (feat. Amii Stewart)
- Październik 2013 - Fall In Love (feat. Dj Matrix)
- Styczeń 2014 - Scream (feat. Emanuel Nava)
- Kwiecień 2014 - La Fine Del Mondo (feat. Two Fingerz)
- Czerwiec 2014 - Buonanotte Giorno
- Luty 2015 - Showdown
- Lipiec 2016 - Che ne sanno i 2000 (feat. Danti)
- Kwiecień 2017 - Tu Sei (feat. Danti)
- Październik 2017 - in The Town (feat. Sergio Sylvestre)
- 2019 – „Monster” (oraz Lum!x) – 2x platynowa płyta w Polsce[8]
- 2020 – „The Passenger (LaLaLa)” (oraz Lum!x, Mokaby & D.T.E) – platynowa płyta w Polsce[9]
- 2020 – „Lonely” (oraz Jerome) – platynowa płyta w Polsce[8]
- 2020 – „Scare Me” (oraz Lum!x, KSHMR, gośc. Karra) – platynowa płyta w Polsce[10]
- 2021 – „Thunder” (oraz Lum!x, Prezioso) – 2x platynowa płyta w Polsce[8]
- 2023 – „Dance Dance” (oraz Alessandra)[11]
- 2023 – „Easy on My Heart” – złota płyta w Polsce[12]

### Remiksy

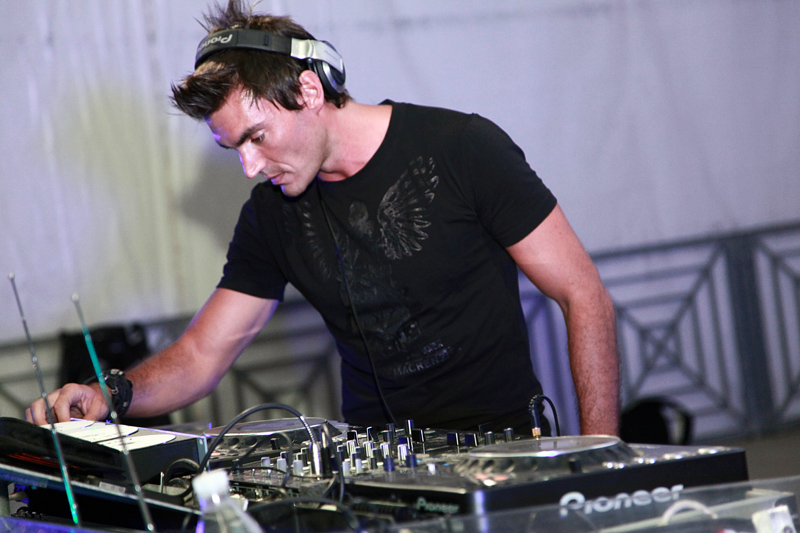
Gabry Ponte, 2011

- Shpalman – Elio e le Storie Tese (2003)
- La Tribù Della Notte (Karisma) (2003)
- Dragostea Din Tei – Haiducii (2004)
- Mne S Toboy Horosho (Nara Nara Na Na) – Haiducii (2004)
- I Fiori Di Lillà – Danijay (2004)
- Survival – Prezioso feat. Marvin (2004)
- La Musica Che Batte – Hellen (2004)
- Obsession – Aventura (2004)
- Ordinary Life – Liquido (2005)
- Movin On – Da Blitz (2007)
- Badabum Cha Cha (z Paki) – Marracash (2008)
- Screams In The Night – Molella (2008)
- Pears (Vs Paki) – Federico Franchi (2008)
- Ameno (con Paki) – Roberto Molinaro (2008)
- Special Groove – Andrew See (2008)
- La Tipica Ragazza Italiana – Dj Matrix (2009)
- Free (z Paki) – Bacon Popper (2009)
- Body And Soul (z Sergio D' Angelo) – J Nitti feat. Sarah C (2009)
- Ain't That Enough (z Phaxo) – MYPD (2009)
- Blue (Da Ba Dee) (2K9 Remix) – Eiffel 65 (2009)
- Cool – Spencer & Hill (2009)
- Stereo Love – Edward Maya feat. Vika Jigulina (2010)
- I'm The One (Vs Paki & Jaro) – Andrea Tarsia feat. Majuri (2010)
- Something I Should Know – La Miss (2010)
- In The Beach – (z Ivan B) Fabietto Cataneo feat. Lady Trisha (2010)
- Fire – Matteo Madde' feat Jean Diarra vs Gabry Ponte (2010)
- Move Your Body (2010 Re-Work) – Eiffel 65 (2010)
- Tu Vò Fà O' Superman- (Mash Up We No Speak Americano vs Superman) Roberto Molinaro vs Yolanda Be Cool (2010)
- Vip in Trip – Fabri Fibra (2010) (bootleg)
- Tranne Te – Fabri Fibra (2010) (mash-up)
- Tutto l'amore che ho – Jovanotti (2010)
- The time – Black Eyed Peas (2011)
- Bass, Beats and 5 Seconds – (Mash Up – Bass, Beats and Melody vs 5 Seconds) Brooklyn Bounce vs Maurizio Gubellini (2011)
- Party Rock Anthem vs Esploration of space – LMFAO vs Cosmic Gate (MUSH UP)
- Mr Saxobeat – Alexandra Stan
- Insane (In Da Brain) – Dj's From Mars feat. Fragma (2011)
- La notte dei desideri – Jovanotti (vs Fake Plastic Trees) (2011)
- Skyride vs Porque no – Gabry Ponte vs Martillo Vago (2011) (MASH-UP)
- Titanium – David Guetta feat. Sia (vs Dj's From Mars) (2011) (Booty Remix)
- Lovely On My Hand – feat. Dorotea Mele vs. Gabry Ponte (2012)
- Tensione evolutiva - Jovanotti (2012)
- The Final Countdown - Europe (2012) (BOOTLEG)
- The Final Countdown - Europe (vs. Paki & Francesco Esse) (2012) (BOOTLEG)
- I Will Survive - Gloria Gaynor (2013)
- Ti Porto Via Con Me - Jovanotti (2013)
- Che Confusione - Moreno (2013)
- Alfonso Signorini - Fedez (2013)
- L'anima vola - Elisa (2014)

### EP
- 2006 – Modern Tech Noises According To Gabry Ponte
- 2007 – Love Songs in the Digital Age According to Gabry Ponte
- 2007 – Tunes from Planet Earth According to Gabry Ponte

### Wideo
- Time To Rock
- Geordie
- Figli di Pitagora
- Sin Pararse
- Elektro Muzik Is Back
- U.N.D.E.R.G.R.O.U.N.D.
- The Point Of No Return
- Ocean Whispers 2K9
- W La Guerra
- Dreams (2K9 Remix)
- Vivi nell'aria (feat. Miani)
- You (Livin' In My Heart) (feat. Miani)
- Tribute To Michael Jackson – By Gabry Ponte & Paki
- Don't Let Me Be Misunderstood (z Cristian Marchi, Sergio D' Angelo feat. Andrea Love)
- Love 2 Party (vs Spoonface)
- Sexy Deejay (in da club)
- Que Pasa (z Djs From Mars, Bellani & Spada)
- Skyride (feat.Zahna)
- Lovely On My Hand (feat. Dorotea Mele)
- Beat On My Drum (feat. Pitbull & Sophia Del Carmen)
- Tattaratta (feat. Darius & Finlay)
- Imaginate (vs La Familia Loca)
- Sexy Swag (feat. Shaggy & Kenny Ray)
- Before the end (Spyne i Pippo Palmieri)
- Showdown
- Che Ne Sanno I 2000 (feat. Danti)
- Tu sei (feat. Danti)
- In The Town (feat. Sergio Sylvestre)